# بورتیجاداس
بورتیجاداس (به ایتالیایی: Bortigiadas) یک کومونه در ایتالیا است که در استان البیا تمپیو واقع شده‌است.

## خصوصیات
بورتیجاداس ۷۶٫۶ کیلومترمربع مساحت و ۸۵۶ نفر جمعیت دارد و ۴۷۶ متر بالاتر از سطح دریا واقع شده‌است.